# پسر عزیز
پسر عزیز (به انگلیسی: Honey Boy) یک فیلم درام آمریکایی محصول سال ۲۰۱۹ به کارگردانی آلما هارل (در اولین کارگردانی داستانی خود) با فیلمنامه‌ای از شایا لباف که بر اساس دوران کودکی و رابطه‌اش با پدرش ساخته شده‌است. بازیگران شایا لباف، لوکاس هجز، نوآ جوپ و اف‌کی‌ای توئیگز می‌باشند.
نویسنده در ابتدا فیلمنامه را به عنوان نوعی درمان در دوران توانبخشی نوشت. این پروژه در مارس ۲۰۱۸ اعلام شد و بازیگران طی دو ماه تکمیل شدند. فیلمبرداری در لس آنجلس در طول حدود سه هفته انجام شد.
این فیلم اولین نمایش جهانی خود را در جشنواره فیلم ساندنس در ۲۵ ژانویه ۲۰۱۹ انجام داد و در ۸ نوامبر ۲۰۱۹ توسط استودیو آمازون منتشر شد. این فیلم تا حد زیادی نقدهای مثبتی از سوی منتقدان دریافت کرد که کارگردانی هارل و همچنین بازی‌ها را ستودند.

## داستان
داستان خانواده متلاشی‌شده‌ای را روایت می‌کند که به‌شدت از نظر مالی مشکل دارند. این خانواده پسر نوجوانی به‌نام اوتیس (Otis) با بازی نوآ جوپ دارد. او بازیگر فیلم‌های سینمایی و تیزرهای تبلیغاتی‌ست. به‌لطف درآمد و حقوق قابل‌قبولی که اوتیس دارد، خانواده خودش را از لحاظ مالی سرپا نگه داشته. پدر فرزندش را با کلماتی شیرین و زیبا مثل پسر عزیزم خطاب می‌کند. عنوان فیلم هم دقیقاً از همین موضوع نشات گرفته‌است. اما این فقط لایه سطحی و ظاهر ماجراست. زیر این کلمات محبت‌آمیز، دریایی از خشم و نفرت کنترل‌نشده جریان دارد. درست مثل مواد مذاب که دنبال راهی برای خروج هستند و وقتی راهی پیدا کنند فوران می‌کنند. بار احساسی کل خانواده روی دوش اوتیس است. او مثل وزنه‌برداری‌ست که باری سنگین‌تر از توانش بلند کرده و هر لحظه ممکن است همراه با وزنه روی گردنش به زمین بیفتد.